# Austroglanis

Austroglanis es el único género que contiene la familia monotípica Austroglanididae, en el orden de los Siluriformes. Sus 3 especies habitan en cuerpos de agua dulce del sur de África.

## Características y distribución geográfica
Esta familia es endémica del sur de África. Se distribuye en´Lesoto, Namibia y Sudáfrica en los ríos Orange, Vaal), siendo 2 especies endémicas de la cuenca del río Clanwilliam Olifants, estando ambas en peligro de extinción en razón de la canalización de los arroyos donde vive, la extracción de agua, la sedimentación y la introducción de especies exóticas.
Se caracteriza por poseer 3 pares de barbillas (al tener el par nasal ausente); fuertes espinas dorsales y pectorales, y aleta adiposa pequeña. El género Austroglanis anteriormente estaba colocado en la familia Bagridae.

## Taxonomía
Este familia fue descrita originalmente en el año 1991 por el ictiólogo Mo Tian-Pei. El género Austroglanis fue descrito en el año 1984 por los ictiólogos Paul H. Skelton, Luc M. Risch y Luc De Vos.
Especies
Se subdivide en 3 especies:
- Austroglanis barnardi (P. H. Skelton, 1981)
- Austroglanis gilli (Barnard, 1943)
- Austroglanis sclateri (Boulenger, 1901)